# Grande Prêmio do Canadá de 2019
O Grande Prêmio do Canadá de 2019 (formalmente denominado Formula 1 Pirelli Grand Prix du Canada 2019) foi a sétima etapa da temporada de 2019 da Fórmula 1. Disputada em 9 de junho de 2019 no Circuito Gilles Villeneuve, Montreal, Canadá

## Relatório

### Treino Classificatório[2]
Q1
O Q1 em Montreal teve um início lento. Charles Leclerc foi o primeiro a acelerar um pouco mais sério, quase na metade da atividade. Seu companheiro de Ferrari, Sebastian Vettel, seguiu seus passos pouco depois. Só que Hamilton e Bottas não demoraram a ameaçar o domínio vermelho e também aceleraram. Mas foi por pouco tempo. Logo, Vettel e Leclerc tomaram a frente.
Na parte de baixo da briga, a Williams, mais uma vez, decepcionou. Robert Kubica e George Russell fizeram os piores tempos da primeira parte do treino e ficaram longe do Q2. Mesmo em casa, Stroll, com a Racing Point, também não passou. Em sua última volta, até sentiu o gostinho de passar pela primeira vez para a sequência da classificação, mas foi empurrado para a zona de eliminação. O campeão mundial Kimi Raikkonnen, com a Alfa Romeo, também ficou pelo caminho.

Eliminados: Sergio Pérez (Racing Point), Kimi Räikkönen (Alfa Romeo), Lance Stroll (Racing Point), George Russell (Williams) e Robert Kubica (Williams).
Q2
Na volta à pista, Vettel marcou a melhor volta logo de cara, com 1m11s309. Hamilton, porém, logo pulou para o topo da tabela, com 1m11s010. Bottas acompanhou o companheiro de Mercedes, e os dois não saíram de lá até o fim da parcial. Só que a grande emoção daquela parte do treino foi a batida de Kevin Magnussen, perto do zerar do relógio. O piloto não conseguiu controlar seu carro na curva, acabou tocando o Muro dos Campeões e atravessou a pista para se chocar do outro lado. Mas nada sério aconteceu com o dinamarquês.
Quem se deu mal mesmo foi Max Verstappen. O holandês vinha para uma boa volta e tinha tudo para garantir um lugar no Q3. O acidente com Magnussen, porém, deixou o piloto da RBR pelo caminho. Outro que não ficou muito feliz foi Romain Grosjean. E não foi porque seu companheiro de equipe se acidentou, não. “Acabou com a minha volta”, disse o francês.

Eliminados: Max Verstappen (Red Bull Racing), Daniil Kvyat (Toro Rosso), Antonio Giovinazzi (Alfa Romeo), Alexander Albon (Toro Rosso) e Romain Grosjean (Haas).
Q3
Com 15 minutos de atraso após o acidente de Magnussen, apenas nove pilotos foram à pista para o Q3. Vettel foi o primeiro a acelerar na casa de 1m10s681. Mas foi por pouco tempo. Logo depois, Hamilton fez 1m10s493 e estabeleceu o novo recorde da pista. Valteri Bottas mostrou estar com a sorte em dia. O piloto chegou a rodar na pista, mas conseguiu controlar o carro para evitar qualquer batida.

Só que o domínio de Hamilton não durou até o fim do Q3. Sebastian Vettel acelerou na reta final, marcou 1m10s240 e estabeleceu a nova marca do circuito. É a primeira pole do piloto alemão na temporada. Quem não se deu bem foi Bottas, que vai lagar apenas em sexto lugar.

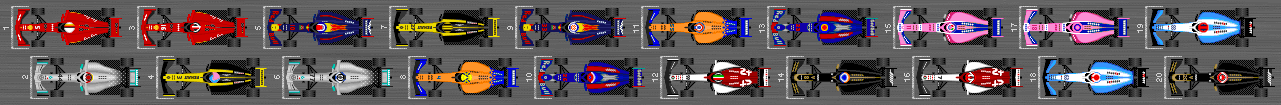
Grid de Largada

### Corrida[3]
Antes mesmo da largada, o domingo já reservava sustos para Lewis Hamilton. A Mercedes precisou desmontar o carro por conta de um problema hidráulico. Quando já estava no grid, o bólido precisou de novos reparos nos freios. Apesar de tudo, nada que aparentava prejudicar a participação de Hamilton no GP.
Na volta de apresentação, novo susto: o britânico engasgou na hora de deixar o grid e relatou problemas pelo rádio. Mesmo assim, o carro ainda parecia andar normalmente.
Na largada, pelo menos para os líderes, foi normal. Vettel fechou a primeira curva em primeiro, com Hamilton atrás. Leclerc, Ricciardo e Gasly também mantiveram posições, enquanto Bottas se complicava. Ao invés de ganhar terreno, o finlandês perdeu posição para Hülkenberg. A zona de pontos se encerrava com Norris, Verstappen e Kvyat.
Mais atrás, toques. Albon brigou por posição com Giovinazzi na curva 1, tocando e quebrando a asa dianteira. O tailandês se arrastou até os boxes, onde fez o pit emergencial.
Na frente, a corrida se desenrolava do jeito que Vettel gostaria. O alemão começou a anotar as melhores voltas, o que significava abrir 1s8 de vantagem sobre Hamilton. O britânico também era mais lento que Leclerc, que tentava entrar na zona de uso de DRS.
A parte de trás da zona de pontos reservava a briga mais quente das primeiras voltas. Verstappen foi ultrapassado por Norris ainda na primeira volta, o que significava ficar preso atrás da McLaren. O holandês tentava reagir, mas sofria para achar espaço. O outro carro laranja tinha vida mais difícil: Sainz veio aos boxes na volta 4 para tirar um detrito da entrada de ar dos freios, aproveitando para trocar os pneus macios por duros, voltando em 19º.
Curiosamente, o plano emergencial da McLaren afetou o resto do grid. Räikkönen e Kubica também pararam, reagindo ao espanhol, que começava a anotar bons tempos de volta. Gasly, mais adiante, fez o mesmo na volta 9 – trocando macios por duros, voltando em 13º. O plano de todos esses pilotos era ir até o fim da corrida sem novas paradas.
O primeiro abandono veio na volta 10. Norris andava normalmente quando a suspensão traseira direita simplesmente quebrou, sem qualquer toque. Era fim de prova para o britânico, enquanto o resto do pelotão intermediário seguia com paradas nos boxes.
Com 14 voltas de corrida, o top-6 – Vettel, Hamilton, Leclerc, Hülkenberg, Bottas e Verstappen – seguia sem parar. Ricciardo era o melhor dentre os com pneus novos, em sétimo. Mas talvez parar tão cedo não tenha sido ideia tão boa: os pilotos com pneus gastos, mas mais aderentes, conseguiam voltas melhores até aqui.
Na volta 16, com Hülkenberg nos boxes. O alemão voltou em oitavo na frente de Gasly e, de quebra, com pneus aproximadamente dez voltas mais novos. O francês tinha um problema claro: Stroll, ainda sem parar, logo na frente. Os três primeiros colocados, por sua vez, preparavam a estratégia em banho-maria. Foi só na volta 23 que a Ferrari fez menção de parada aos pilotos, indicando que iria com o ‘Plano B’ com Vettel e Leclerc.
Vettel abriu os trabalhos na volta 27, parando nos boxes para colocar pneus duros. Hamilton ouviu pelo rádio que era ‘Hammertime’ – hora de pisar fundo para tentar passar o alemão após o pit-stop. Não funcionou tão bem: parando na 29, Lewis voltou em terceiro, 4s4 atrás de Vettel. Em termos de campeonato, o britânico tinha algo importante: voltar na frente de Bottas, quarto e ainda sem parar.
Bottas, por sua vez, parou na 31. O finlandês, em uma tarde de pouco destaque, voltou em sexto – ainda atrás de Ricciardo, que fazia apresentação das melhores. Dessa forma, só dois pilotos seguiam sem parar: Leclerc, líder provisório, e Verstappen, quarto. Leclerc finalmente parou na 33, voltando em quarto – atrás de Verstappen. O monegasco não teve dificuldades para fazer a ultrapassagem sobre o holandês, mas agora passava a ver um déficit de 11s para Hamilton.
E aí a briga pela vitória começou a ganhar uma nova cara: Hamilton, depois de um primeiro stint difícil, conseguiu encontrar tempo com pneus duros. Antes mais de 2s atrás, o britânico conseguiu cortar a diferença para 1s2 em poucas voltas. Mais duas voltas e a margem ficava em 0s6. O problema foi fritar os pneus no hairpin no giro seguinte, permitindo que a diferença crescesse novamente.
Mesmo assim, não tardou para Hamilton voltar a ter menos de 1s de vantagem. E aí Vettel não se ajudou: o alemão escapou na chicane das curvas 3 e 4, passando pela grama. O alemão conseguiu voltar na frente de Hamilton, mas quase causando um acidente.
Na volta 51, Verstappen finalmente veio aos boxes, colocando pneus médios. O holandês voltou em sétimo, mas com ritmo para empilhar ultrapassagens. A primeira vítima foi Hülkenberg, valendo o sexto lugar. Mais algumas voltas e Daniel Ricciardo teve o mesmo destino, valendo o quinto. Depois, tudo isso ficou em segundo plano. Com 15 voltas para o fim, a FIA avisou que Vettel tinha um acréscimo de 5s por escapar da pista nas curvas 3 e 4, voltando de forma considerada perigosa.
As voltas seguintes reservaram a Ferrari tentando motivar Vettel a abrir vantagem sobre Hamilton. Era de 2s e precisava crescer mais 3s. Lewis eventualmente reagiu, se aproximando e ficando menos de 1s atrás. Era xeque-mate: a vitória de Ferrari foi pelo ralo, permitindo o sétimo triunfo da Mercedes em 2019.

### Pós-Corrida
Antes do pódio, uma das cenas que chamou mais a atenção, que a bizarra troca de placas de Sebastian Vettel após a corrida, quando o alemão, irritado com punição que custou sua vitória, ele colocou a placa do primeiro lugar na frente de seu carro e o de segundo lugar na frente do carro de Lewis Hamilton.

## Pneus
| Nome do composto | Cor | Banda de rolamento | Condições de Tempo | Dry Type | Aderência       | Longevidade   |
| ---------------- | --- | ------------------ | ------------------ | -------- | --------------- | ------------- |
| Macio (C5)       |     | Slick (P Zero)     | Seco               | Soft     | Mais aderência  | Menos durável |
| Médio (C4)       |     | Slick (P Zero)     | Seco               | Medium   | Médio           | Médio         |
| Duro (C3)        |     | Slick (P Zero)     | Seco               | Hard     | Menos aderência | Mais durável  |

| Escolhas de Pneus de cada piloto para o GP do Canadá: | Escolhas de Pneus de cada piloto para o GP do Canadá: | Escolhas de Pneus de cada piloto para o GP do Canadá: | Escolhas de Pneus de cada piloto para o GP do Canadá: | Escolhas de Pneus de cada piloto para o GP do Canadá: | Escolhas de Pneus de cada piloto para o GP do Canadá: |
| ----------------------------------------------------- | ----------------------------------------------------- | ----------------------------------------------------- | ----------------------------------------------------- | ----------------------------------------------------- | ----------------------------------------------------- |
| Nº                                                    | Pilotos                                               | Equipe(s)                                             | Duro                                                  | Médio                                                 | Macio                                                 |
| 44                                                    | Lewis Hamilton                                        | Mercedes                                              | 1                                                     | 4                                                     | 8                                                     |
| 77                                                    | Valtteri Bottas                                       | Mercedes                                              | 2                                                     | 3                                                     | 8                                                     |
| 5                                                     | Sebastian Vettel                                      | Ferrari                                               | 1                                                     | 5                                                     | 7                                                     |
| 16                                                    | Charles Leclerc                                       | Ferrari                                               | 1                                                     | 5                                                     | 7                                                     |
| 33                                                    | Max Verstappen                                        | Red Bull-Honda                                        | 2                                                     | 4                                                     | 7                                                     |
| 10                                                    | Pierre Gasly                                          | Red Bull-Honda                                        | 2                                                     | 4                                                     | 7                                                     |
| 3                                                     | Daniel Ricciardo                                      | Renault                                               | 1                                                     | 4                                                     | 8                                                     |
| 27                                                    | Nico Hülkenberg                                       | Renault                                               | 2                                                     | 3                                                     | 8                                                     |
| 8                                                     | Romain Grosjean                                       | Haas-Ferrari                                          | 1                                                     | 4                                                     | 8                                                     |
| 20                                                    | Kevin Magnussen                                       | Haas-Ferrari                                          | 2                                                     | 3                                                     | 8                                                     |
| 55                                                    | Carlos Sainz Jr.                                      | McLaren-Renault                                       | 2                                                     | 2                                                     | 9                                                     |
| 4                                                     | Lando Norris                                          | McLaren-Renault                                       | 2                                                     | 2                                                     | 9                                                     |
| 11                                                    | Sergio Pérez                                          | Racing Point-Mercedes                                 | 2                                                     | 2                                                     | 9                                                     |
| 18                                                    | Lance Stroll                                          | Racing Point-Mercedes                                 | 2                                                     | 2                                                     | 9                                                     |
| 7                                                     | Kimi Raikkonen                                        | Alfa Romeo Racing-Ferrari                             | 1                                                     | 3                                                     | 9                                                     |
| 99                                                    | Antonio Giovinazzi                                    | Alfa Romeo Racing-Ferrari                             | 2                                                     | 2                                                     | 9                                                     |
| 23                                                    | Alexander Albon                                       | Toro Rosso-Honda                                      | 1                                                     | 4                                                     | 8                                                     |
| 26                                                    | Daniil Kvyat                                          | Toro Rosso-Honda                                      | 1                                                     | 4                                                     | 8                                                     |
| 88                                                    | Robert Kubica                                         | Williams-Mercedes                                     | 3                                                     | 3                                                     | 7                                                     |
| 63                                                    | George Russell                                        | Williams-Mercedes                                     | 2                                                     | 3                                                     | 8                                                     |

## Resultados

### Treino Classificatório
| 1                        | 5  | Sebastian Vettel   | Ferrari                   | 1:11.200 | 1:11.142 | 1:10.240 | 1  |
| 2                        | 44 | Lewis Hamilton     | Mercedes                  | 1:11.518 | 1:11.010 | 1:10.446 | 2  |
| 3                        | 16 | Charles Leclerc    | Ferrari                   | 1:11.214 | 1:11.205 | 1:10.920 | 3  |
| 4                        | 3  | Daniel Ricciardo   | Renault                   | 1:11.837 | 1:11.532 | 1:11.071 | 4  |
| 5                        | 10 | Pierre Gasly       | Red Bull-Honda            | 1:12.023 | 1:11.196 | 1:11.079 | 5  |
| 6                        | 77 | Valtteri Bottas    | Mercedes                  | 1:11.229 | 1:11.095 | 1:11.101 | 6  |
| 7                        | 27 | Nico Hülkenberg    | Renault                   | 1:11.720 | 1:11.553 | 1:11.324 | 7  |
| 8                        | 4  | Lando Norris       | McLaren-Renault           | 1:11.780 | 1:11.735 | 1:11.863 | 8  |
| 9                        | 55 | Carlos Sainz Jr.   | McLaren-Renault           | 1:11.750 | 1:11.572 | 1:13.981 | 9  |
| 10                       | 20 | Kevin Magnussen    | Haas-Ferrari              | 1:12.107 | 1:11.786 | S/Tempo  | 10 |
| 11                       | 33 | Max Verstappen     | Red Bull-Honda            | 1:11.619 | 1:11.800 | —        | 11 |
| 12                       | 26 | Daniil Kvyat       | Toro Rosso-Honda          | 1:11.965 | 1:11.921 | —        | 12 |
| 13                       | 99 | Antonio Giovinazzi | Alfa Romeo-Ferrari        | 1:12.122 | 1:12.136 | —        | 13 |
| 14                       | 23 | Alexander Albon    | Toro Rosso-Honda          | 1:12.020 | 1:12.193 | —        | 14 |
| 15                       | 8  | Romain Grosjean    | Haas-Ferrari              | 1:12.109 | S/Tempo  | —        | 15 |
| 16                       | 11 | Sergio Pérez       | Racing Point-BWT Mercedes | 1:12.197 | —        | —        | 16 |
| 17                       | 7  | Kimi Räikkönen     | Alfa Romeo-Ferrari        | 1:12.230 | —        | —        | 17 |
| 18                       | 18 | Lance Stroll       | Racing Point-BWT Mercedes | 1:12.266 | —        | —        | 18 |
| 19                       | 63 | George Russell     | Williams-Mercedes         | 1:13.617 | —        | —        | 19 |
| 20                       | 88 | Robert Kubica      | Williams-Mercedes         | 1:14.393 | —        | —        | 20 |
| Tempo dos 107%: 1:16.184 |    |                    |                           |          |          |          |    |
| Fonte:                   |    |                    |                           |          |          |          |    |

Notas
- ↑1  – Carlos Sainz Jr. foi punido com três posições no grid por ter atrapalhado Alexander Albon. Com isso, o piloto da McLaren larga do 12º lugar.

- ↑2  – Kevin Magnussen terá de largar do pitlane após a equipe ter de mexer no carro durante regime de parque fechado.

### Corrida
| Pos.   | Nu. | Piloto             | Construtor                | Voltas | Tempo/Retirado | Pit Stop | Pneus | Grid | Pontos |
| ------ | --- | ------------------ | ------------------------- | ------ | -------------- | -------- | ----- | ---- | ------ |
| 1      | 44  | Lewis Hamilton     | Mercedes                  | 70     | 1:29:07.084    | 1        |       | 2    | 25     |
| 2      | 5   | Sebastian Vettel   | Ferrari                   | 70     | + 3.6583       | 1        |       | 1    | 18     |
| 3      | 16  | Charles Leclerc    | Ferrari                   | 70     | +4.696s        | 1        |       | 3    | 15     |
| 4      | 77  | Valtteri Bottas    | Mercedes                  | 70     | +51.043s       | 2        |       | 6    | (12+1) |
| 5      | 33  | Max Verstappen     | Red Bull-Honda            | 70     | +57.655s       | 1        |       | 11   | 10     |
| 6      | 3   | Daniel Ricciardo   | Renault                   | 69     | +1 volta       | 1        |       | 4    | 8      |
| 7      | 27  | Nico Hülkenberg    | Renault                   | 69     | +1 volta       | 1        |       | 7    | 6      |
| 8      | 10  | Pierre Gasly       | Red Bull-Honda            | 69     | +1 volta       | 1        |       | 5    | 4      |
| 9      | 18  | Lance Stroll       | Racing Point-BWT Mercedes | 69     | +1 volta       | 1        |       | 18   | 2      |
| 10     | 26  | Daniil Kvyat       | Toro Rosso-Honda          | 69     | +1 volta       | 1        |       | 12   | 1      |
| 11     | 55  | Carlos Sainz Jr.   | McLaren-Renault           | 69     | +1 volta       | 1        |       | 9    |        |
| 12     | 11  | Sergio Pérez       | Racing Point-BWT Mercedes | 69     | +1 volta       | 1        |       | 16   |        |
| 13     | 99  | Antonio Giovinazzi | Alfa Romeo-Ferrari        | 69     | +1 volta       | 1        |       | 13   |        |
| 14     | 8   | Romain Grosjean    | Haas-Ferrari              | 69     | +1 volta       | 1        |       | 15   |        |
| 15     | 7   | Kimi Räikkönen     | Alfa Romeo-Ferrari        | 69     | +1 volta       | 1        |       | 17   |        |
| 16     | 63  | George Russell     | Williams-Mercedes         | 68     | +2 voltas      | 1        |       | 19   |        |
| 17     | 20  | Kevin Magnussen    | Haas-Ferrari              | 68     | +2 voltas      | 1        |       | 10   |        |
| 18     | 88  | Robert Kubica      | Williams-Mercedes         | 67     | +3 voltas      | 2        |       | 20   |        |
| Ret    | 23  | Alexander Albon    | Toro Rosso-Honda          | 59     | Retirou-se     | 1        |       | 14   |        |
| Ret    | 4   | Lando Norris       | McLaren-Renault           | 8      | Suspensão      | 0        |       | 8    |        |
| Fonte: |     |                    |                           |        |                |          |       |      |        |

Notas
- ↑3  – Sebastian Vettel completou a corrida em primeiro, mas, recebeu a punição de 5 segundos por voltar à pista insegura e forçar Lewis Hamilton a sair da pista.

## Curiosidades
- É a sétima vitória de Hamilton no Canadá na carreira, igualando Michael Schumacher, maior vencedor da prova.
- Pela primeira vez em 2019 que a Ferrari coloca seus dois pilotos no pódio.

## Voltas na Liderança
- Commons

| Nº de Voltas | Piloto           | Voltas |
| ------------ | ---------------- | ------ |
| 1-25;33-70   | Sebastian Vettel | 63     |
| 28-32        | Charles Leclerc  | 5      |
| 26-27        | Lewis Hamilton   | 2      |

## 2019DHLFastest Pit Stop Award

### Resultado
| 1      |  |  |  |  | 25 |
| 2      |  |  |  |  | 18 |
| 3      |  |  |  |  | 15 |
| 4      |  |  |  |  | 12 |
| 5      |  |  |  |  | 10 |
| 6      |  |  |  |  | 8  |
| 7      |  |  |  |  | 6  |
| 8      |  |  |  |  | 4  |
| 9      |  |  |  |  | 2  |
| 10     |  |  |  |  | 1  |
| Fonte: |  |  |  |  |    |

### Classificação
| Tabela do DHL Fastest Pit Stop Award \| Pos \| Construtor \| Pontos \| \| --- \| ---------- \| ------ \| \| 1 \| \| \| \| 2 \| \| \| \| 3 \| \| \| \| 4 \| \| \| \| 5 \| \| \| \| 6 \| \| \| \| 7 \| \| \| \| 8 \| \| \| \| 9 \| \| \| \| 10 \| \| \| |            |        |
| Pos | Construtor | Pontos |
| 1 |            |        |
| 2 |            |        |
| 3 |            |        |
| 4 |            |        |
| 5 |            |        |
| 6 |            |        |
| 7 |            |        |
| 8 |            |        |
| 9 |            |        |
| 10 |            |        |

## Tabela do campeonato após a corrida
Somente as cinco primeiras posições estão incluídas nas tabelas.
| Pos | Piloto           | Pontos | Var |
| --- | ---------------- | ------ | --- |
| 1   | Lewis Hamilton   | 162    |     |
| 2   | Valtteri Bottas  | 133    |     |
| 3   | Sebastian Vettel | 100    |     |
| 4   | Max Verstappen   | 88     |     |
| 5   | Charles Leclerc  | 72     |     |

| Pos | Construtor      | Pontos |
| --- | --------------- | ------ |
| 1   | Mercedes        | 295    |
| 2   | Ferrari         | 172    |
| 3   | Red Bull-Honda  | 124    |
| 4   | McLaren-Renault | 30     |
| 5   | Renault         | 28     |